# Centro Médico de Asturias
Centro Médico de Asturias es el nombre comercial de un hospital ubicado en Oviedo, Asturias (España) cuya denominación social es Medicina Asturiana, S.A., una empresa de asistencia sanitaria privada cuyo accionista mayoritario es la Corporación Masaveu,

## Historia
Medicina Asturiana, S.A. nació en unas reuniones para la antigua revista "Medicina Asturiana" en un despacho de la Calle Gascona, constituyéndose como sociedad ante notario el 29 de abril de 1974, con un objetivo principal: crear un hospital privado. Para ello adquirió una parcela de 37.230 metros cuadrados en Latores. En un principio denominado Clínica Santa Cruz, el hospital abrió sus puertas el 10 de abril de 1978. En 1991 fue ampliado el edificio en 1.400 metros cuadrados y se abrió una segunda ala, destinada íntegramente a consultas externas. En 2003, una nueva ampliación aportó al edificio 4.178 metros cuadrados más, concediendo espacio a nuevos laboratorios de anatomía patológica y microbiología y al área de rehabilitación. En 2007 fue acometida una tercera ampliación, centrada en el área de urgencias.